# Географический справочник
Географический справочник, газетир, (англ. gazetteer) — географический словарь или каталог важных точек отсчета для информации о местах и географических названиях (см.: топонимика). Используется в сочетании с картой или полным атласом. Обычно содержит информацию о географическом составе страны, региона или континента, а также социальной статистике и особенностях физической географии, например горах, водоёмах или дорогах. Примерами информации, предоставляемой справочниками являются расположение мест, размеры физических объектов, численности населения, ВВП, уровень грамотности и т. д. Эта информация, как правило, делится на перекрывающиеся темы с позициями, перечисленными в алфавитном порядке.
Газетиры Древней Греции существовали с эллинистической эпохи. Первый известный справочник Китая, Юэцзюэ шу 越絕書, появился в 52 году н. э.; в эпоху книгопечатания в Китае, IX века, китайское дворянство стало инвестировать в производство справочников для местных областей, таких как источники информации, а также местные достопримечательности.
Географ Стефан Византийский написал географический словарь в VI веке, который, хотя сейчас и существует только во фрагментах, повлиял позже на европейских составителей справочников XVI века. Современные географические справочники могут быть найдены в справочных отделах большинства библиотек, а также в Интернете.
Слово «gazetteer» иногда используется в названии газет, хотя это уже давно вышло из моды.